# Sidney Woodroffe
Sidney Clayton Woodroffe (Lewes, 17 dicembre 1895 – Hooge, 30 luglio 1915) è stato un militare britannico, insignito della Victoria Cross alla memoria durante la prima guerra mondiale.

## Biografia
Nacque a Lewes, East Sussex, il 7 dicembre 1895, figlio di Henry Long, commerciante di vini, e Clara Eliza Alice Clayton. La coppia ebbe cinque figli, quattro maschi e una femmina che morì in tenera età. Studiò alla Rose Hill School di Banstead e poi al Marlborough College, dove fu Prefetto Anziano, Capitano dell'OTC e vincitore della Medaglia Curzon-Wyllie, assegnata annualmente al membro più efficiente dell'OTC. Fu anche membro della squadra a quindici di rugby dal 1912 al 1914, di hockey a undici e di cricket a undici. Fu ammesso a una borsa di studio per studi classici al Pembroke College di Cambridge, ma non vi si iscrisse a causa dello scoppio della prima guerra mondiale. Il 23 dicembre 1914 si arruolò nella British Army, assegnato come sottotenente all'8° Battaglione della Rifle Brigade (Prince Consort's Own), partendo per la Francia il 25 maggio 1915. Cadde in combattimento il 30 luglio 1915 a Hooge, in Belgio, nel corso di un attacco nemico che aveva sfondato il centro delle trincee della prima linea britannica. La sua posizione fu pesantemente attaccata con lanciafiamme e bombe a mano dal fianco e successivamente dalle retrovie, ma riuscì a difendere la sua posizione fino all'esaurimento di tutte le sue bombe a mano. Quindi ritirò abilmente i suoi uomini rimasti e li condusse immediatamente in un contrattacco sotto un intenso fuoco di fucili e mitragliatrici. Rimase ucciso mentre tagliava gli ostacoli di filo spinato allo scoperto.
Nello stesso periodo in cui rimase ucciso ci fu un'altra vittima il tenente Gilbert Talbot, da cui prese il nome la Talbot House di Poperinge. Due giorni dopo, suo fratello, Neville Talbot, si infilò nella terra di nessuno e identificò i corpi di suo fratello e di Sidney. Neville riuscì a recuperare il corpo del fratello una settimana dopo, ma il corpo di Sidney non fu mai ritrovato. Egli è commemorato sul Memoriale di Ypres (Porta di Menin). 
Insignito della Victoria Cross, l'onorificenza fu inviata per posta al padre il 16 ottobre 1916, ma fu formalmente consegnata ai genitori da re Giorgio V in una apposita cerimonia tenutasi a Buckingham Palace il 29 novembre 1916. La sua Victoria Cross è oggi esposta nella Ashcroft Gallery dell'Imperial War Museum di Londra.